# شكر بن الحسن بن جعفر
الشريف شكر بن الحسن بن جعفر آخر الحكام الموسويين (الطبقة الأولى) من الأشراف تولى أمر مكة في الفترة (400هـ ـ 403هـ)، خلف أبيه أبو الفتوح الحسن بن جعفر، لقب بتاج المعالي لما تمتع به من شجاعة وقوه لتأديبه القبائل المتمردة عليه حتى لقب بملك الحجاز، وكثرت في بداية عهده اعتداءات القبائل ومنها بنو هلال وبنو سليم على طرق الحجاج ولكن شكر استطاع رد عصيان تلك القبائل.

## إمارته على مكة والحجاز
تولي الشريف شكر بن الحسن بن جعفر حاكم وشريف مكة الإمارة سنة 400 هـ بعد عزل ابيه أبو الفتوح الحسن بن جعفر من قبل الخليفة الفاطمي واستمر بالحكم إلى عام 403 هـ بعد عزله من قبل الشريف أبو الطيب داود بن عبد الرحمن وبذلك يكون الشريف شكر بن الحسن بن جعفر آخر حكام الأشراف الموسويين (الطبقة الأولى) على مكة المكرمة والحجاز وبداية عهد حكم الأشراف السليمانيين (الطبقة الثانية) سنة 403 هـ على يد الشريف أبو الطيب داود بن عبد الرحمن.

## نبذة
تاج المعالي أبو عبد الله ، شكر بن أبي الفتوح الحسن بن جعفر الحسني؛ توفي 1061، أيضًا يدعى محمد، كان أمير وشريف مكة الموسوي الرابع والأخير. ورث العرش بعد وفاة والده أبو الفتوح عام 400 هـ (1010م). خلال فترة حكمه، حارب ضد بني حسين في المدينة المنورة وجعل كلا المدينتين المقدستين تحت سيطرته. توفي في رمضان 453 هـ (سبتمبر / أكتوبر 1061)، تم عزله بواسطة الأشراف السليمانييون عام 403 هـ الموافق 1012م. ذكر ابن الأثير، كان لديه ابنة واحدة؛ تزوجت من أبو هاشم محمد بن جعفر. نظرًا لأنه لم يكن له أبناء، فقد خلفه أحد عبيده كأمير، حاول الاستيلاء على الإمارة من قبل شيوخ سلالة الأشراف السليمانيون. في أواخر عام 455 هـ (1063 م) استولى علي بن محمد الصليحي على مكة وعين أبو هاشم محمد أميرًا.